# Paraplectanoides crassipes
Paraplectanoides crassipes är en spindelart som beskrevs av Eugen von Keyserling 1886. Paraplectanoides crassipes ingår i släktet Paraplectanoides och familjen hjulspindlar. Inga underarter finns listade i Catalogue of Life.